# كأس كازاخستان 2016
كأس كازاخستان 2016 (بالروسية: Кубок Казахстана по футболу 2016)‏ هو الموسم 25 من كأس كازاخستان. أقيم خلال الفترة 21 مارس 2016 وحتى 19 نوفمبر 2016، وأشرف على تنظيمه اتحاد كازاخستان لكرة القدم، وكان عدد الأندية المشاركة فيه 21، وفاز فيه نادي أستانا.